# جيف ميركلي
جيفري ألان ميركلي (بالإنجليزية: Jeffrey Alan Merkley)‏ هو سياسي أمريكي من الحزب الديمقراطي ولد في يوم 24 أكتوبر 1956 في قرية ميرتل كريك في أوريغون. أكمل دراسة العلاقات الخارجية في جامعة ستانفورد، هو عضو في مجلس الشيوخ الأمريكي كممثل عن ولاية أوريغون.